# SoftICE
SoftICE是一款Windows平台下的动态脱壳辅助软件。常用於軟體的逆向工程，例如破解軟體的保護，或尋找軟體的註冊碼。
由于该软件无法动态导出修改（脱壳）后的PE文件，现已基本被业内淘汰

## 相關書籍
- 賴以立. . 全華科技. ISBN 9572156659.
- Pirogov, Vlad. . Independent Pub Group. ISBN 1931769516.